# Jōdō
Pour les articles homonymes, voir Jodo.
Ne doit pas être confondu avec Judo ou Bō-jutsu.
Le jōdō (杖道, litt. « voie du bâton ») est un art martial japonais utilisant le jō, un bâton droit de 1,28 m de long et de 2,4 cm de diamètre. Il est issu du jō-jutsu, inventé par Musō Gonnosuke il y a quatre cents ans.

## Historique

### Fondation

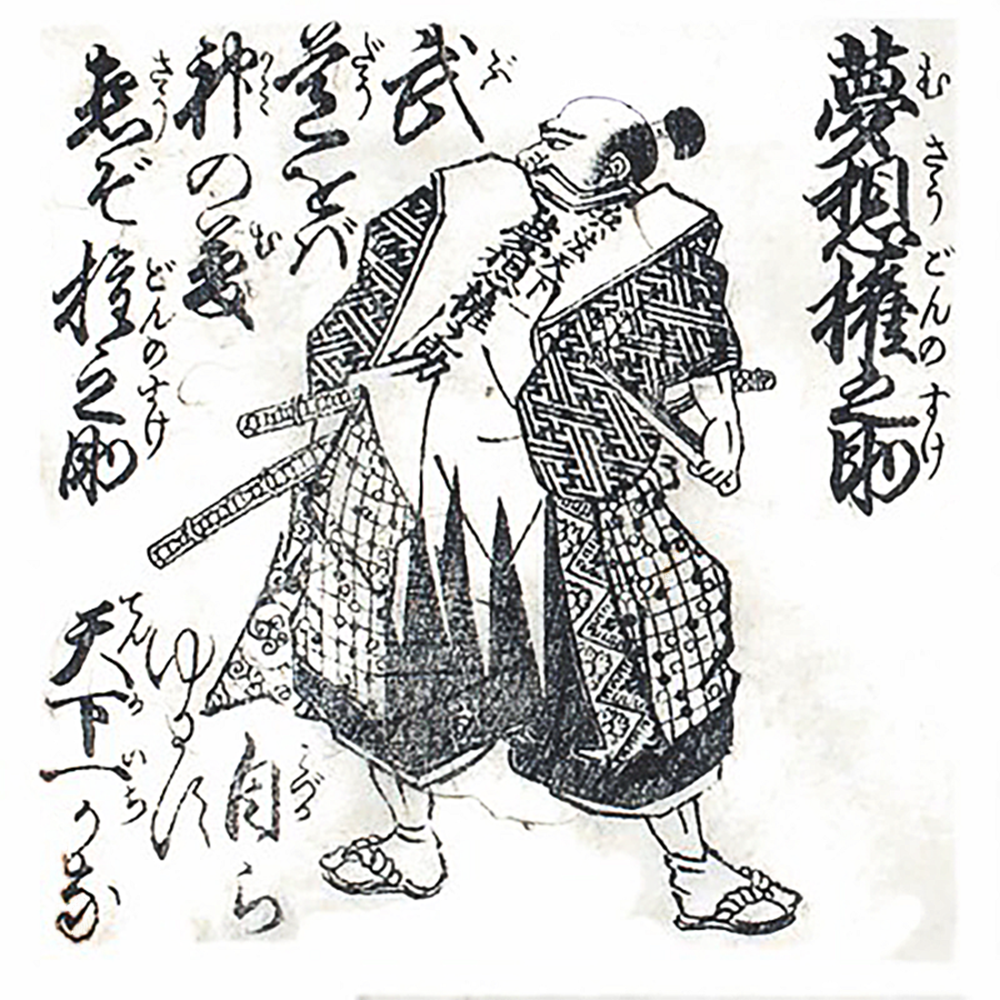
Dessin anonyme représentant Musō Gonnosuke.

La fondation du jōdō, sous la forme du Shindo Muso-ryu (école Shindo Muso, d'après le nom de son fondateur), est attribuée à Musō Gonnosuke en 1605.
La légende veut que Muso Gonnosuke Katsukichi se soit rendu à Edo, actuelle Tōkyō, nouvellement érigée en capitale par le shogunat Tokugawa. Il s'y mesura aux nombreuses lames célèbres de la cité et ne fut jamais vaincu. Un jour cependant, il affronta Miyamoto Musashi qui le tint en échec grâce à une technique de parade caractéristique employant les deux sabres en croix (nito seiho). Après cette défaite, Gonnosuke sillonna le pays pour y étudier de nombreux styles dans le but de prendre sa revanche sur Musashi.
Il se retira pendant trente-sept jours dans le sanctuaire de Kanado. Une nuit, un messager divin lui apparut en songe sous la forme d'un enfant qui lui dit : « Trouve le plexus solaire avec un bâton rond. » S'inspirant de ce message céleste, Gonnosuke confectionna une nouvelle arme, un simple bâton mesurant environ 30 cm de plus qu'un sabre moyen. Le jō était né.

### Dujō-jutsuaujōdō
Le jō-jutsu fut changé en jōdō (« voie du bâton ») par Me T. Shimizu peu après la guerre du Pacifique, et fut mis tout d'abord à disposition des forces de police.

## Pratique
Le jōdō se pratique à deux. L'un des partenaires manie un sabre en bois (bokken), représentant le sabre long (tachi), l'autre le jō. Les mouvements sont réglés sous la forme de katas. Le jōdō se pratique le plus souvent dans le cadre d'un dojo, plus rarement en plein air. Sa pratique ne nécessite pas de qualités athlétiques particulières. La plupart des clubs acceptent les pratiquants à partir de 14 ou 15 ans, et sans limite d'âge supérieure.
L'intérêt du jōdō réside essentiellement dans l'acquisition de la maîtrise de soi par le contrôle du geste le plus économique, parce que le plus simple, le plus pur, le plus adapté et le plus efficace, pour contrer une agression.
L'apprentissage se fait par l'étude des gestes fondamentaux dans le maniement du bâton, dans le vide tout d'abord (kihon tandoku) puis face à un partenaire (kihon sotai). Vient ensuite le travail à deux en opposition, chacun des partenaires jouant à tour de rôle l'agresseur, et l'autre adaptant à l'attaque la réplique codifiée qui convient.

### Matériel
La tenue du jōdō est similaire à celle des autres arts martiaux japonais. Elle se compose d'un keikogi (veste et pantalon) en coton bleu, d'un hakama et d'un obi.
L'armement est composé d'un jō, bâton de 1,28 m de long et de 2,4 cm de diamètre, en bois très résistant, habituellement le chêne blanc du Japon, ou le ramin, et d'un bokken, sabre de bois.

## Organisation
En Europe, une fédération (la Fédération européenne de jōdō) s'est créée autour de Pascal Krieger, élève de maître Nishioka. Le jōdō est, aussi, une discipline de la Fédération européenne de kendo, et, en France, de la FFJDA en tant que discipline rattachée au Comité national de kendo et disciplines rattachées.